# Eulasia bicolor
Eulasia bicolor är en skalbaggsart som beskrevs av Joseph Waltl 1838. Eulasia bicolor ingår i släktet Eulasia och familjen Glaphyridae. Utöver nominatformen finns också underarten E. b. dichroa.